# ريمون مافيولو
ريمون مافيولو (6 مارس 1938 - 28 نوفمبر 2024)، هو لاعب كرة قدم سويسري لعب في مركز الظهير الأيمن. شارك مع منتخب سويسرا في سبع مباريات من عام 1963 إلى عام 1965.

## روابط خارجية
- ريمون مافيولو على موقع قاعدة بيانات كرة القدم.إي يو (الإنجليزية)
- ريمون مافيولو على موقع ناشيونال فوتبول تيمز (الإنجليزية)
- ريمون مافيولو على موقع عالم كرة القدم.نت (الإنجليزية)